# Bryum leptospeiron
Bryum leptospeiron là một loài Rêu trong họ Bryaceae. Loài này được Müll. Hal. mô tả khoa học đầu tiên năm 1880.